# Augusta Jane Chapin
Pour les articles homonymes, voir Chapin.
Augusta Jane Chapin, née le 16 juillet 1836 à Lakeville (New York, États-Unis) et morte le 30 juin 1905, est une pasteure américaine universaliste, éducatrice, et militante pour le droit des femmes. 

## Biographie
Elle naît à Lakeville, fille d'Almon Morris Chapin et Jane Pease. Elle est l'aînée de 11 enfants.
En 1852, à 16 ans, elle commence à étudier à l'Olivet college (en). En décembre 1865, à Lansing,  dans le Michigan, elle devient une des premières femmes pasteures,. En 1893, elle obtient le titre de Docteure en théologie de l'Université Lombard (en) : elle est la première américaine à obtenir ce diplôme. En 1893, elle est à la tête du comité féminin du Parlement des religions pendant l'exposition universelle de Chicago. Elle s'implique activement dans l'American Woman Suffrage Association.
Elle meurt d'une pneumonie en 1905 .